# Heliophanus kovacsi
Heliophanus kovacsi är en spindelart som beskrevs av Wesolowska 2003. Heliophanus kovacsi ingår i släktet Heliophanus och familjen hoppspindlar. Inga underarter finns listade i Catalogue of Life.